# اچ‌ام‌اس کولن (۱۹۰۵)
اچ‌ام‌اس کولن (۱۹۰۵) (به انگلیسی: HMS Colne (1905)) یک کشتی بود. این کشتی در سال ۱۹۰۵ ساخته شد.